# Brockhaus Enzyklopädie
Brockhaus Enzyklopädie er en generel encyklopædi på standardtysk udgivet af forlaget Bibliographisches Institut & F. A. Brockhaus. Encyklopædiens forgænger var Conversations-Lexicon som blev udgivet mellem 1796 og 1800 i Leipzig. Friedrich Arnold Brockhaus, der drev et forlag i Amsterdam, købte det ufuldstændige værk i 1808 på bogmessen i Leipzig og overtog projektet. Brockhaus er et af de mest anerkendte leksika i verden og har været forbilde for en række andre leksika i andre lande. Værket udkommer fra 2005 i sin 21. udgave.
| Bog | Spire Denne artikel om bøger og tidsskrifter er en spire som bør udbygges. Du er velkommen til at hjælpe Wikipedia ved at udvide den. |